# میرا جازمین
میرا جازمین (انگلیسی: Meera Jasmine؛ زادهٔ ۱۵ فوریهٔ ۱۹۸۲) یک هنرپیشه اهل هند است.
وی بازیگر فیلم‌هایی همچون چهار دوست، سه نقطه، ستیزه‌گر، گیتا جدید، امن و پادشاه بوده‌است.